# Reial Acadèmia d'Espanya a Roma

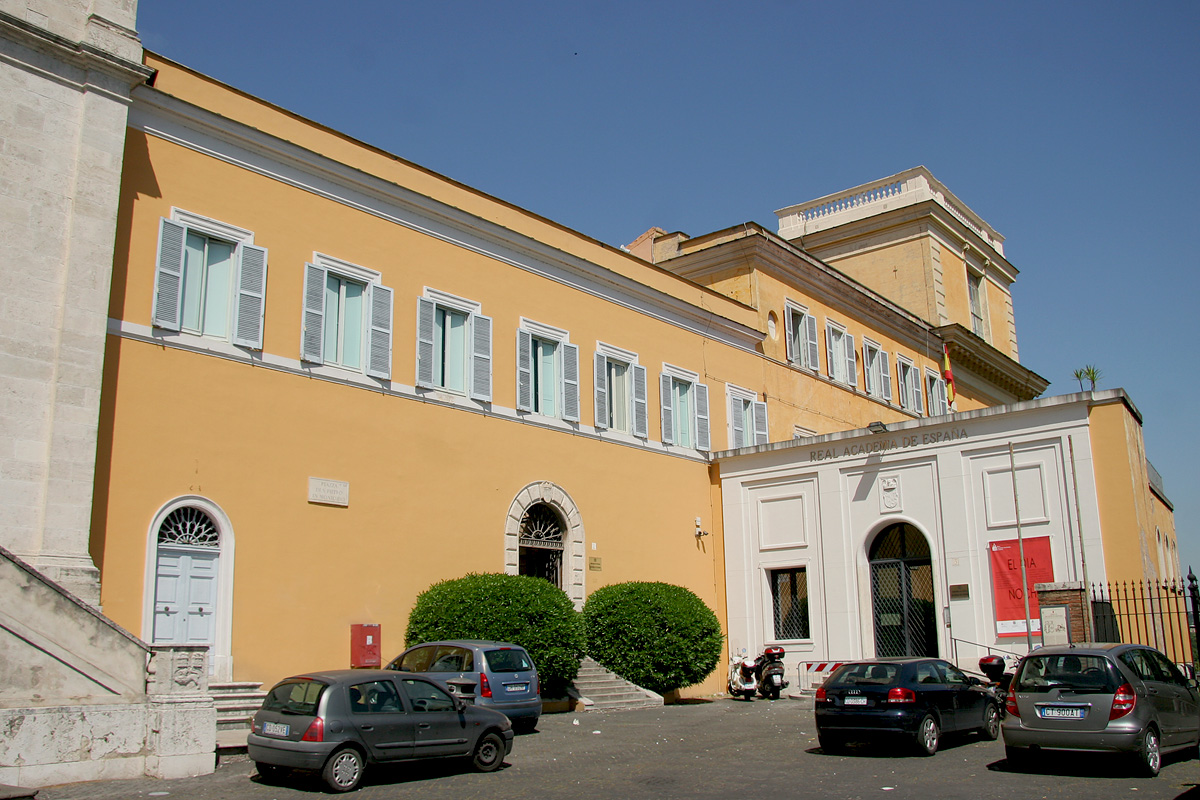
Porta principal de la Reial Acadèmia d'Espanya a la Piazza di San Pietro in Montorio.

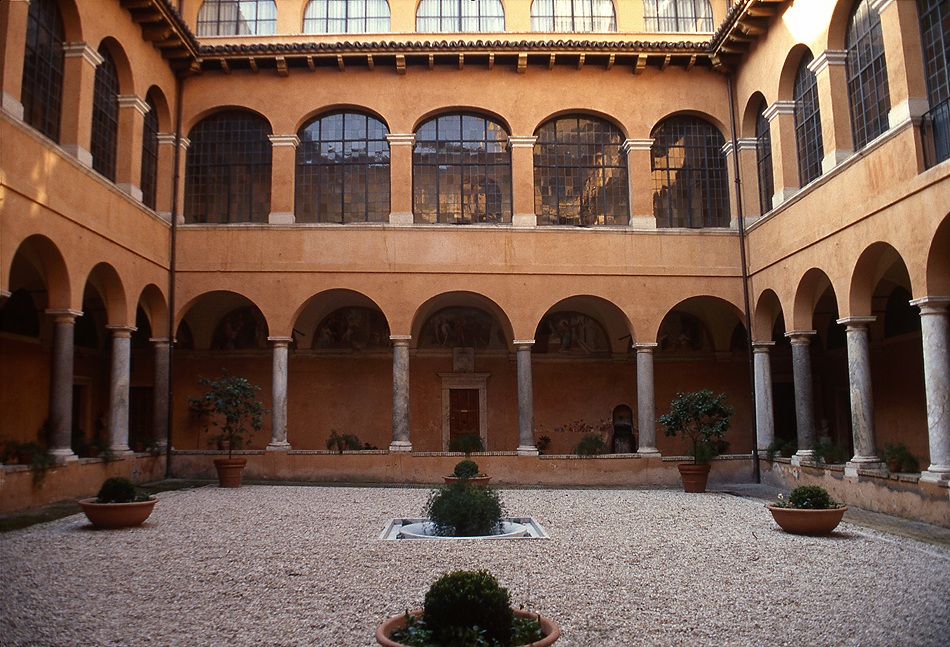
Claustre renaixentista de l'antic convent que acull la seu de la Reial Acadèmia.

La Reial Acadèmia d'Espanya a Roma va ser fundada el 1873 sent cap de govern de la Primera República Espanyola Nicolás Salmerón. D'acord amb la seva acta fundacional el nou centre docent va néixer sota uns valors culturals propis en política exterior, per «fomentar el geni nacional oferint...» ...«als nostres artistes algun camp d'estudi, algun lloc de recolliment i d'assaig, a la ciutat que serà eternament la metròpoli de l'art, a Roma». El seu origen neix dins dels ideals de la Il·lustració que es troba en l'Acadèmia Espanyola de Belles Arts de Roma que va estar vinculada la Reial Acadèmia de San Fernando de Madrid.
La Institució és depenent de la Direcció general de Relacions Culturals i Científiques del Ministeri d'Afers Exteriors d'Espanya, que té com a seu definitiva els claustres de l'antic monestir de San Pietro in Montorio, ordenat construir pels Reis Catòlics entre 1481 i 1500 al pujol del Janícul (en italià Gianicolo). Es troba al famós barri del Trastevere. Sens dubte, l'obra més cèlebre de tot el conjunt monacal és l'extraordinari «templet de Bramante». Acabades totalment les obres de rehabilitació de l'edifici monacal durant el regnat d'Alfons XII, la Institució Acadèmica va ser oficialment inaugurada al gener de 1881, i el seu primer director fou el pintor José Casado del Alisal.
El 1947 després de la Segona Guerra Mundial, s'inicia la reconstrucció de l'edifici, la modernització del reglament i del sistema de concessió de beques. Des de l'any 2001, poden ser-ne alumnes els artistes i estudiosos procedents de països iberoamericans.